# 鄜州
鄜州（ふしゅう）は、中国にかつて存在した州。唐代から民国初年にかけて、現在の陝西省延安市南部に設置された。

## 概要
554年（廃帝3年）、西魏により設置された敷州を前身とする。
隋初には敷州は2郡4県を管轄した。583年（開皇3年）、隋が郡制を廃すると、敷州の属郡の内部郡と敷城郡は廃止された。607年（大業3年）に州が廃止されて郡が置かれると、敷州は上郡と改称された。
618年（武徳元年）、唐により上郡は鄜州と改められた。742年（天宝元年）、鄜州は洛交郡と改称された。758年（乾元元年）、洛交郡は鄜州の称にもどされた。鄜州は関内道に属し、洛交・洛川・三川・直羅・甘泉の5県を管轄した。
北宋のとき、鄜州は永興軍路に属し、宜川県を管轄した。
金のとき、鄜州は鄜延路に属し、洛交・洛川・鄜城・直羅の4県と三川鎮を管轄した。
元のとき、鄜州は延安路に属し、洛川・中部・宜君の3県を管轄した。
明のとき、鄜州は延安府に属し、洛川・中部・宜君の3県を管轄した。
1725年（雍正3年）、清により鄜州は直隷州に昇格した。鄜州直隷州は陝西省に属し、洛川・中部・宜君の3県を管轄した。
1912年、中華民国により鄜州直隷州は廃止され、鄜県と改められた。